# قنبر
قنبر ( عربی: قنبر) یا أبو همدان قنبر خادم علی ابن ابی‌طالب و ازذ اصحاب نزدیک او بود. وی به دست حجاج بن یوسف در جریان نبرد صفین کشته شد.
یکی از نمونه‌های برتر تاریخی که در میان یاران امام علی (علیه‌السّلام) از درخشش فراوانی برخوردار است غلام آن حضرت، قنبر می‌باشد؛ او غلام آزاد شده و خدمت گزار امیرمومنان (علیه‌السّلام) بود که ایمان و اخلاصش به خدا و ارادت زلالش به امام (علیه‌السّلام) وی را از بزرگان و اصحاب آن حضرت گردانده است. او در کنار تابعانی مثل اویس قرنی، عمرو بن حمق، میثم تمار، کمیل، حبیب بن مظاهر، مالک اشتر و… از مقربان درگاه امیرمومنان بود. قنبر از جمله کسانی بود که زندگی‌اش را در ظاهر و باطن وقف امیرالمومنین (علیه‌السّلام) کرده بود. ارادت و عشق و ایمان قنبر به امیرالمومنین (علیه‌السّلام) کم شدنی نبود، تا پایان عمر به این دوستی دم زد و به گناه همین عشق به شهادت رسید.
فهرست مندرجات
۱ - ضرورت بررسی شرح‌حال قنبر
۲ - نسب و طایفه
۳ - از اسارت تا پذیرفتن اسلام
۴ - معرفت قنبر از علی
۵ - عشق و علاقه فراوان به مولا
۶ - قنبر از جوانی تا کهولت
۷ - پرچمدار سپاهیان جنگ صفین
۸ - شهادت به حقانیت علی
۹ - توصیه قنبر به حلم و گذشت
۱۰ - محبت علی به قنبر
۱۱ - مقدم داشتن قنبر بر خود
۱۲ - حمایت از قنبر در جریان اهانت اشعث
۱۳ - درس‌های قنبر از مکتب علی
       ۱۳.۱ - اعتدال در عقیده و پرهیز از غلو
       ۱۳.۲ - انقاق به فقراء
       ۱۳.۳ - حساسیت بیت‌المال
       ۱۳.۴ - رعایت شان افراد
       ۱۳.۵ - حفظ آبروی اشخاص
       ۱۳.۶ - سختگیری در اجرای دین و قانون
۱۴ - قنبر در زمان امام حسن
۱۵ - قنبر در زمان امام حسین
۱۶ - در خدمت امام حسین
۱۷ - شهادت قنبر
۱۸ - مقام والای قنبر
۱۹ - حکایت مرد مار گزیده و کتک خوردن قنبر
۲۰ - مزار منسوب
       ۲۰.۱ - دیدگاه هروی
       ۲۰.۲ - دیدگاه مصطفی جواد
       ۲۰.۳ - دیدگاه سهروردی
       ۲۰.۴ - دیدگاه عباده
       ۲۰.۵ - دیدگاه غیاث بغدادی
۲۱ - پانویس
۲۲ - منبع
۱ - ضرورت بررسی شرح‌حال قنبر
[ویرایش]
زندگی‌نامه قنبر از آن جهت که رابطه بسیار نزدیک و تنگاتنگی با امام علی (علیه‌السّلام) داشته را می‌توان یکی از مهم‌ترین منابع شناخت و درک حقیقت امیرالمومنین (علیه‌السّلام) به شمار آورد.
قنبر از آن رو که در تاریخ به عنوان غلام حضرت مطرح شده از جلوه کمتری نسبت به باقی اصحاب و یاران علی (علیه‌السّلام) برخوردار است، تا آن جا که شخصیت این یار باوفای علی (علیه‌السّلام) کمتر مورد بررسی قرار گرفته و این بیانگر مظلومیت علی (علیه‌السّلام) و اصحاب او به ویژه قنبر است.
وجود قنبر از چندین وجه مختلف قابلیت بررسی و پرداخت دارد؛
اول آن که ایشان با امیرالمومنین در همه‌جا همراه و ملازم بوده است و این ملازمت را در مقاطع مختلف تاریخی می‌توان مشاهده کرد.
دوم آن که حضور قنبر در کنار امیرالمومنین (علیه‌السّلام) در تمام وجوه زندگی از جمله اجتماعی، سیاسی، خانوادگی، جنگ‌ها، قضاوت‌ها و غیره دیده می‌شود.
سوم آن که قنبر زمان سه امام معصوم دیگر را نیز درک کرده و در تبعیت و ملازمت آن بزرگواران اهتمام ورزیده است.
چهارم آن که دشمنان اهل‌بیت نسبت به قنبر به علت نزدیکی به علی (علیه‌السّلام) بغض و کینه شدید داشتند تا آن‌جا که حجاج ملعون، وی را به جرم محب علی (علیه‌السّلام) بودن به شهادت رساند؛ حساسیت و توجه دشمنان لجوج و معاند امام علی (علیه‌السّلام) با قنبر آشکار کننده درجه اهمیت و حضور پررنگ وی است.
پنجمین و آخرین دلیل برای بحث و بررسی وجود و زندگانی قنبر آن است که همه شیعیان و محبین اهل‌بیت عصمت و طهارت به جایگاه وی غبطه می‌خورند و آرزو دارند که همانند وی جزو خدمتگزاران خاندان وحی باشند و زندگانی خویش را همچون وی وقف جانشینان رسول‌الله کنند.
۲ - نسب و طایفه
[ویرایش]
متاسفانه از زندگی و دوران عمرش، اطلاع‌زیادی در دست نیست، فقط نقل‌های کوتاه تاریخی و حکایت‌هایی از او در کنار علی (علیه‌السّلام) و خاندانش، ارزش وجودی و باصفای او را نشان می‌دهد. قنبر از حیث حسب و نسب نیز شخصی مجهول است و اطلاعات متقنی درباره آباء و اجداد او در دست نیست.
اما چه حسب و نسبی بالاتر از این که قنبر را منتسب به علی (علیه‌السّلام) می‌دانند و او را در کنار علی و با عنوان غلام علی می‌شناسند و چه اصل و نسبی بالاتر از این که در پرتو دین اسلام جان و روحش را صفا بخشید و خود را مانند سلمان فارسی و دیگر یاران امیرالمومنین (علیه‌السّلام) منتسب به اسلام می‌دانست.
امام باقر (علیه‌السّلام) فرمود: روزی یاران و اصحاب پیامبر (صلی‌الله‌علیه‌و‌آله‌وسلّم) گرد هم نشسته بودند، و هرکسی به نسب خود می‌نازید و از خود می‌گفت. در این گفتگوی حساس، عمر بن خطاب گفت: تو هم نسب خود را بگو.
سلمان گفت: «من بنده خدا هستم، گمراه و تهیدست و برده بودم خداوند به برکت وجود پیامبر (صلی‌الله‌علیه‌و‌آله‌وسلّم) مرا هدایت کرد و بی‌نیار و آزاد نمود، این است حسب و نسب من‌ ای عمر! در همین وقت پیامبر (صلی‌الله‌علیه‌و‌آله‌وسلّم) حاضر شد و از مضمون گفتگوی آنها با خبر گشت، به اصحاب خطاب کرد و فرمود: «شرف مرد، دین و ایمان او است، آبروی مرد خلق و خوی او است، ریشه و اصل مرد، عقل او است، سپس آیه ۱۳ حجرات را تلاوت فرمود که ترجمه‌اش این است: «ای مردم جهان، ما شما را از یک مرد و زن آفریدیم و به شکل دسته‌ها و قبیله‌ها (ی مختلف) در آوردیم تا همدیگر را بشناسید، همانا گرامی‌ترین شما نزد خداوند، پرهیزکارترین شما است؛[۱]»
شبیه این جریان برای قنبر اتفاق افتاد. در یکی از روزها «حجاج بن یوسف ثقفی» به اطرافیان خود گفت: آرزومندم یکی از اصحاب علی را به چنگ آورم و با ریختن خونش به درگاه خداوند تقرب جویم! درباریان نام قنبر را بردند و به دستور حجاج او را احضار کردند. وقتی قنبر وارد شد، حجاج خطاب به او گفت: تو کیستی؟ قنبر با بیانی رسا و بدون هیچ خوف و ترسی خود را چنین معرفی کرد: «انا مولی من ضرب بسیفین و طعن برمحین، و صلی قبلتین و بایع البیعتین و‌ هاجر الهجرتین و لم یکفر بالله طرفه عین، انا مولی صالح المومنین و وارث النبیین و خیرالوصیین…؛
من غلام آن کسی هستم که با دو شمشیر و دو نیزه می‌جنگید و به دو قبله نماز خواند و دو نوبت با رسول خدا (صلی‌الله‌علیه‌و‌آله‌وسلّم) بیعت کرد و دو نوبت هجرت نمود و لحظه و چشم به‌هم زدنی کافر نشد، من غلام صالح مومنانم و غلام وارث انبیا و بهترین اوصیا هستم...»
چون حجاج این سخنان را از قنبر شنید، دستور داد گردن او را زدند و آن مرد خدا و یار و همراه امیرمومنان (علیه‌السّلام) را به شهادت رساندند.[۲][۳][۴][۵][۶]
اما از آنچه در کتب تاریخی درباره زندگی این غلام وفادار امیرالمومنین علی بن ابیطالب (علیه‌السّلام) آمده، روشن می‌شود که وی از قبیله همدان بود و و او را به لقب «ابوهمدان» می‌خوانده‌اند.
وی در کوفه زندگی می‌کرد و از سال‌های قبل، علی (علیه‌السّلام) را به حقانیت می‌شناخت. از سابقین در ولایت و معرفت آن حضرت و همیشه وفادار و مطیع امر مولای خود بود. امام نیز در کارهای مختلف از او استفاده می‌کرد و در مواقع حساس او را می‌طلبید و مامور کاری مهم می‌کرد.
۳ - از اسارت تا پذیرفتن اسلام
[ویرایش]
یکی از روزهایی که جنگ میان مسلمانان و ساسانیان ادامه داشت ... سپاهیان مسلمان با کوله‌باری از غنایم جنگی از راه رسیدند و مانند همیشه گروهی از ایرانیان اسیر را به همراه داشتند. آن‌ها را به اهل مدینه عرضه داشتند تا هریک دوران اسارات خود را جایی بگذراند.... در آن میان جوانی بود با موهای برآمده و زایده‌ای بر سرش که می‌گفتند پسر حمدان و از سخن گویان حکومتی بوده است. سر به زیر افکنده و خود را از نگاه‌های پیروز شدگان جنگ می‌رهانید. ناگهان نگاهی محبت‌آمیز بر سرش سنگینی کرد، می‌خواست خود را پنهان سازد ولی غافلگیر شده بود. زیرچشمی بدان عرب نگریست، او هم جوانی بود با چشم‌هایی مهربان ولی پر کشش اندکی موهای جلوی سر را نداشت و آثار جنگ در چهره‌اش می‌نمود.
آن جوان عرب این جوان عجم را به غلامی‌اش برگزید. به این عزیز دیروز و ذلیل امروز کنیه ابوهمدان [۷][۸] بخشید و وی را قنبر نامید. از آن پس همواره همراه و یار مولایش علی بود. خیلی زود با محیط خو گرفت و خیلی چیزها آموخت. اجرای حدود الهی و تعزیرات حکومتی را برعهده گرفت و با این اجرای عدالت خود را در زمره عادلان وارد ساخت تا جایی که مولایش نیز به عدالت وی گواهی داد.
۴ - معرفت قنبر از علی
[ویرایش]
یکی از مهم‌ترین و اساسی‌ترین نکاتی که باعث رستگاری قنبر در کنار امیرالمومنین (علیه‌السّلام) شد، شناخت وی نسبت به جایگاه علی ابن ابی طالب (علیه‌السّلام) بود. همان‌طور که تاریخ گواهی می‌دهد بسیاری از ملازمان نزدیک پیامبر (صلی‌الله‌علیه‌و‌آله‌وسلّم) با آن‌که رابطه نزدیک و سببی با رسول‌الله داشتند، اما جز آزار و اذیت برای وجود مقدس آن حضرت فایده و ثمر دیگری نداشتند. حکایت تاریخی ذیل نشان دهنده گوشه‌ای از معرفت و شناخت قنبر نسبت به امام علی (علیه‌السّلام) است.
روزی فردی از قنبر سوال می‌کند که تو غلام کیستی؟ قنبر در جواب وی پاسخ می‌دهد: «من غلام کسی هستم که شایسته‌ترین فرد در میان مومنان، وارث پیامبران، بهترین اوصیا و سخنگوی فرستاده پروردگار جهانیان است.
من غلام کسی هستم که بخشاینده سخاوتمندی است، با حیایی که همه فضایل و نیکی‌ها در وی جمع است، او آگاه، زیرک، پاکدامن، مکی، شجاع، بلند همت، بردبار، روزه‌دار و هدایت‌گر مردم است.» [۹][۱۰]
۵ - عشق و علاقه فراوان به مولا
[ویرایش]
مرحوم شیخ کلینی در کتاب کافی از امام صادق (علیه‌السّلام) نقل می‌کنند که فرمودند:
قنبر، غلام علی (علیه‌السّلام)، محبّت شدیدی به علی (علیه‌السّلام) داشت و چون علی (که درودهای خدا بر او باد) بیرون می‌آمد، او نیز بدون این که حضرت متوجه باشند پشت سر ایشان با شمشیر، بیرون می‌آمد. یک شب علی (علیه‌السّلام) او را دید، پرسید: مَا لَکَ یا قنبر؟ چه می‌خواهی‌ ای قنبر؟ (برای چه پشت سر من آمده‌ای؟)
قنبرگفت: جئتُ لامشی خلف؛ پشت سر شما آمده‌ام (تا از شما محافظت کنم.) علی (علیه‌السّلام) فرمود: «وَیحک!! امِنْ اهلِ السماء تحرُسنی‌ ام من اهل الارض؛ وای بر تو! می‌خواهی مرا از اهل آسمان حفظ کنی یا از اهل زمین؟ قنبر گفت: لا، بل من اهل الارض؛ نه. از اهل زمین.
امام علی (علیه‌السّلام) فرمود: «انَّ اهلَ الارضِ لا یستطیعونَ شیئاً الا باذن الله؛ ‌ای قنبر، اهل زمین بدون اراده و خواست خداوند هیچ کاری نمی‌توانند انجام دهند، برگرد. قنبرهم برگشت.[۱۱][۱۲]
آری قنبر این چنین در مکتب علی (علیه‌السّلام) تربیت یافته بود که علاوه بر این که عشق و محبت خود را به مولایش نشان می‌داد، پا در جای قدم مولایش علی (علیه‌السّلام) می‌گذاشت و از او تبعیت و پیروی می‌نمود همچنان که این عادت عاشقان و محبان واقعی اهل بیت (علیهم‌السّلام) است. به راستی او دلباخته مولایش علی (علیه‌السّلام) بود و در این راه از کوچکترین خدمتی فروگذاری نمی‌کرد.
۶ - قنبر از جوانی تا کهولت
[ویرایش]
قنبر حدود ۳۰ سال از عمر خویش را در خانه علی (علیه‌السّلام) سپری کرد که این مدت از ۲۵ تا ۵۵ سالگی او را در برمی‌گیرد.
غلام علی (علیه‌السّلام) از جمله کسانی بود که از ابتدا حقانیت حضرت علی (علیه‌السّلام) را فهمیده بود و تا آخر عمر در راه آن حضرت ماند و کوچکترین انحرافی در او پیدا نشد. او همواره در خدمت علی (علیه‌السّلام) بود و از او جدا نمی‌شد. او با تمام وجود از ولایت علی (علیه‌السّلام) دفاع می‌کرد و سرانجام جان خویش را در این راه فدا نمود و به درجه رفیع شهادت نائل گشت.
۷ - پرچمدار سپاهیان جنگ صفین
[ویرایش]
قنبر نه تنها در کارهای روزانه در خدمت امیرمومنان (علیه‌السّلام) بوده بلکه در میدان نبرد، سختی جنگ را تحمل نموده و از مولای خود دفاع می‌کرد.
در اولین روزهای جنگ صفین، که امیرالمومنین (علیه‌السّلام) از نخیله، آماده حرکت به جانب صفین بود، برای سران سپاه پرچم‌هایی بست، از جمله برای قنبر پرچمی بست که فرمانده قسمتی از سپاه گردد. وقتی معاویه خبر حرکت سپاه علی (علیه‌السّلام) را شنید، او نیز پرچمی برای عمروعاص و پرچمی برای عبدالله و محمد (دو فرزند عمروعاص) و پرچمی برای وردان (غلام عمروعاص) بست که عمرو عاص در این زمینه این شعر را سرود:
«هل یغنینْ وردان عنی قنبرا؛ آیا وردان می‌تواند ما را از قنبر بی‌نیاز کند و در برابرش مصاف دهد.»
چون اشعار عمروعاص به گوش امیرالمومنین (علیه‌السّلام) رسید، چنین پاسخ داد:
«لاصبحن العاصی ابن العاصی سبعین الفا عاقدی النواصی مجنبین الخیل بالقلاص مستحقبین حلق الدلاصی
گناهکار فرزند گناهکار (عمروعاص) هفتاد هزار نفر را در حالی که یال اسبان خود را گره زده‌اند، در برابر خویش خواهد دید. و در حالی که اسبان خود را در کنار شتران یدک می‌کشند و سلاح آنها به روشنی خورشید می‌درخشد».
چون اشعار امیرمومنان (علیه‌السّلام) به اطلاع معاویه رسید گفت: ‌ای عمروعاص، علی (علیه‌السّلام) خود را برای مبارزه با تو آماده کرده است. در نقلی دیگر وقتی در صفین به علی (علیه‌السّلام) خبر رسید که عمروعاص با معاویه بیعت کرده تا در جنگ علیه آن حضرت شرکت کند، فرمود: «و اعجبا لقد سمعت منکرا...» تا آنجا که فرمود:
«انی اذالموت دناو حضرا شمرت ثوبی و دعوت قنبرا قدم لوائی لا توخر حذرا لن یدفع الحذار ما قد قدرا
زمانی که خبر مرگ نزدیک آمد و حاضر شد، خود را آماده می‌کنم و قنبر را فرا می‌خوانم و می‌گویم: پرچم را پیش بیاور و از مرگ نترس که دوری از مرگ، جلو تقدیر را نمی‌گیرد».
این نقل به خوبی نشان می‌دهد که قنبر همیشه در جنگ و صلح آماده اجرای فرمان امیرالمومنین علی (علیه‌السّلام) بوده است.
۸ - شهادت به حقانیت علی
[ویرایش]
در زمان خلافت و زمامداری امام علی (علیه‌السّلام) در کوفه، زره آن حضرت گم شد. پس از چندی نزد مردی مسیحی (یا یهودی) پیدا شد. علی (علیه‌السّلام) به او فرمود: این زره برای من است، ولی آن مرد انکار کرد و گفت: زره در دست من است، شما که ادعا می‌کنید باید دلیل بیاورید.
امام علی (علیه‌السّلام) او را به محضر قاضی برد و اقامه دعوی کرد که این زره از آن من است، نه آن را فروخته‌ام و نه به کسی بخشیده‌ام و اکنون آن را در نزد این مرد یافته‌ام. شریح، قاضی دادگاه، به آن مرد گفت: خلیفه ادعای خود را اظهار کرد، تو چه می‌گویی؟ او گفت: این زره مال خود من است و در عین حال، گفته مقام خلافت (امیر المؤمنین) را تکذیب نمی‌کنم (ممکن است خلیفه اشتباه کرده باشد).
قاضی رو به امام (علیه‌السّلام) کرده و عرضه داشت: شما مدّعی هستید و این شخص منکر است، به همین جهت، ارائه شاهد بر عهده شماست. (در برخی نقل‌ها آمده است: علی (علیه‌السّلام) خندید و فرمود: «قاضی راست می‌گوید، اکنون می‌بایست که من شاهد بیاورم، ولی من شاهدی ندارم.» قاضی، بدین‌جهت که مدعی شاهد ندارد، به نفع مسیحی حکم کرد و او هم ‌زره را برداشت و روانه شد ....)[۱۳]
امام به احترام نظر قاضی، قنبر و امام حسین (علیه‌السّلام) را شاهد خود آورد، اما قاضی گفت: شهادت فرزند و غلام پذیرفته نیست. (البته در برخی نقل‌ها اعلام شده که حضرت شاهدان دیگری را نیز ارائه کردند که از طرف قاضی به دلائلی مورد پذیرش قرار نگرفت.) قاضی روی این اصل که مدعی شاهد ندارد، به نفع مسیحی حکم کرد و او هم‌ زره را برداشت و روان شد.
امام فرمود: وای بر تو‌ای شریح از چند جهت خطا کردی: اول این که من پیشوای تو هستم و تو با اطاعت از من، متدین به دین خدا هستی و می‌دانی که سخن باطل نمی‌گویم و دیگر این که فرزندم حسین به فرمایش پیامبر (صلی‌الله‌علیه‌و‌آله‌وسلّم) (طبق نقل عمر بن خطاب) به همراه امام حسن (علیه‌السّلام) دو جوان و بزرگ اهل بهشت‌اند و غلام هم مردی عادل است و دروغ نمی‌گوید. شریح کلام امام را تایید کرد، ولی امام با این همه به رای او احترام گذاشت و آن را پذیرفت.
ولی مرد مسیحی که خود بهتر می‌دانست زره مال چه کسی است، پس از آنکه‌ چند گامی پیمود وجدانش مرتعش شد و برگشت، گفت: این طرز حکومت و رفتار از نوع رفتارهای بشر عادی نیست، از نوع حکومت انبیاست، و اقرار کرد که زره از آنِ علی (علیه‌السّلام) است. او گفت: این زره را در جمل وقتی که از روی شتر امام (علیه‌السّلام) به زمین افتاد، برداشتم. سپس آن را به امام برگرداند و خودش مسلمان شد و در جنگ صفین در رکاب آن حضرت به شهادت رسید.[۱۴][۱۵][۱۶]
۹ - توصیه قنبر به حلم و گذشت
[ویرایش]
جابر نقل می‌کند امیرمومنان (علیه‌السّلام) با خبر شد مردی به قنبر جسارت کرده و قنبر درصدد تلافی کردن است، لذا امام او را طلبید و فرمود: «آرام باش‌ ای قنبر، به کسی که به تو توهین کرده، اهانت نکن که با این کار خدا را از خود راضی خواهی کرد و شیطان را به غضب خواهی آورد و دشمنت را نیز با گذشت خود کیفر خواهی داد، پس به آن خدایی که دانه را در زمین شکافت و انسان را خلق نمود هیچ‌گاه مومنی نمی‌تواند خدای را آن‌گونه راضی نماید که با حلم می‌تواند، و نمی‌تواند شیطان را آن طور به غضب آورد که با صمت و سکوت به غضب می‌آورد، و نمی‌تواند نادان را عقوبت کند آن طوری که با سکوت او را عقوبت می‌کند. با نصیحت و‌ اندرز امام (علیه‌السّلام) قنبر متنبه شد و از شخص جسارت کننده درگذشت.» [۱۷][۱۸]
۱۰ - محبت علی به قنبر
[ویرایش]
زیردستان و غلامانی که تحت سرپرستی مولا و صاحب خود زندگی می‌کنند، حقوق زیادی بر عهده سرپرست خانواده دارند. معصومین (علیهم‌السّلام) به عنوان سرمشق مسلمانان، رفتارهای ارزشمندی با زیردستان و به‌خصوص خادمان و کنیزان داشته‌اند که آثار اخلاقی و تربیتی فراوانی به‌دنبال داشته است. گذشت از خطاهای آنان، تلاش برای آزاد سازی بردگان، خوشحال کردن آنان با آزاد کردن، هم‌نشینی با زیردستان، توجه به خواسته‌های ایشان و مانند اینها در سیره معصومین بالاخص امیرالمومنین علی (علیه‌السّلام) زیاد به چشم می‌خورد.
نمونه بارز این برخوردها و رفتارها را در رابطه میان علی (علیه‌السّلام) و قنبر می‌توان یافت.
قنبر این افتخار را داشت که پیوسته همراه مولی بود و مطالب فراوانی از حضرت آموخت. همین نزدیکی باعث شد در موارد مختلف و گوناگون در کارهای شخصی و حکومتی به امام (علیه‌السّلام) یاری رساند که این از اعتماد و علاقه خاص آن حضرت به وی حکایت دارد؛ این که او را غلام علی (علیه‌السّلام) دانسته‌اند، به خوبی نشان می‌دهد که او بیش از اصحاب دیگر به علی (علیه‌السّلام) نزدیک بوده است. البته نباید از این نکته غافل شدکه همانطور که قنبر عاشق و شیفته علی (علیه‌السّلام) بود، امیرالمومنین نیز به او علاقه فراوان داشت و به او احترام می‌گذاشت. حضرت نه تنها بین او و دیگران تفاوت قائل نمی‌شد حتی در برخی موارد او را مقدم می‌داشت.
۱۱ - مقدم داشتن قنبر بر خود
[ویرایش]
روزی علی (علیه‌السّلام) به همراه غلام خود، قنبر برای تهیه لباس به بازار کرباس فروشان رفتند. به یکی از فروشندگان فرمودند: دو عدد لباس می‌خواهم. فروشنده دو لباس آورد. قیمت یکی از آن‌ها سه درهم و قیمت دیگری دو درهم بود. امام (علیه‌السّلام) لباس دو درهمی را خود برداشتند و لباس سه درهمی را به قنبر دادند. قنبر گفت: ‌ای امیرمؤمنان! شما چون به منبر می‌روید و برای مردم خطبه می‌خوانید مناسب است لباس گران‌تر را شما بپوشید. حضرت نپذیرفتند و فرمودند: قنبر! تو جوان هستی، من از خدا شرم می‌کنم که خود را در لباس پوشیدن بر تو ترجیح بدهم. از پیامبر اکرم (صلی‌الله‌علیه‌و‌آله‌وسلّم) شنیدم که می‌فرمودند: «از آنچه می‌پوشید و می‌خورید به غلامان خود هم بپوشانید و بخورانید بین خودتان و آنها فرق نگذارید.» (احتمالاً اشاره به این حدیث باشد: قالَ اَبُوذَرٍّ: سَمِعْتُ رَسُولَ اللّهِ (صلی‌الله‌علیه‌و‌آله‌وسلّم) یقُولُ: اِخْوانُکُمْ جَعَلَهُمُ اللّهُ تَحْتَ اَیدیکُمْ، فَمَنْ کانَ اَخُوهُ تَحْتَ یدِه ِفَلْیطْعِمْهُ مِمّا یاْکُلُ وَلْیکْسِهِ مِمّایلْبِسُ وَ لا یکَلِّفْهُ ما یغْلِبُهُ فَاِنْ کَلَّفَهُ مایغْلِبُهُ فَلْیعِنْهُ. ابوذر می‌گوید: از رسول خدا (صلی‌الله‌علیه‌و‌آله‌وسلّم) شنیدم که فرمود: خداوند بعضی از برادران شما را زیر دست شما قرار داده هرکس برادر و هم نوعش را زیر دست دارد باید از آنچه خود می‌خورد به او بخوراند، و از آن چه می‌پوشد به او هم بپوشاند، و هیچ‌وقت کاری که خارج از قدرت اوست به او نسپارد و اگر کار دشواری را به او سپرد او را کمک کند.) لذا آن‌حضرت، پیراهن دو درهمی را برای خود برداشت.[۱۹][۲۰][۲۱]
۱۲ - حمایت از قنبر در جریان اهانت اشعث
[ویرایش]
روزی اشعث بن قیس برای حاجتی به در خانه حضرت علی (علیه‌السّلام) آمد و اجازه ورود خواست، اما قنبر به دلایلی اجازه ورود نداد.
اشعث بی شرمی کرد و با مشتی بینی قنبر را خون آلود ساخت، امیرالمومنین وقتی از برخورد اشعث با قنبر آگاه شد از خانه بیرون آمد و به او فرمود: «مالی و لک یا اشعث، اما و الله لو بعبد ثقیف تمرست لا قشعرت شعیراتک؛ مرا با تو چه کار است‌ ای اشعث (چرا غلام مرا زدی) به خدا سوگند آن‌گاه که اسیر دست برده ثفیف (حجاج بن یوسف) شوی، موی‌های زیر بدنت از بیم او به لرزه در می‌آید.»
شخصی که در آن‌جا حاضر بود از خبر غیبی امام (علیه‌السّلام) تعجب کرد و پرسید: برده ثقیف کیست؟ امام (علیه‌السّلام) فرمود: غلامی از قبیله ثقیف است که همه خاندان عرب را خوار و ذلیل می‌کند. شخص دیگری پرسید: ‌ای امیرالمومنین، چند سال او حکومت می‌کند؟ امام فرمود: اگر به حکومت برسد، بیست سال حکومت خواهد کرد.؟ »[۲۲]
۱۳ - درس‌های قنبر از مکتب علی
[ویرایش]
خدمت‌کاران و کنیزانی که در خانه ارباب زندگی می‌کنند، آن چه در آن خانه می‌بینند، فرا می‌گیرند. آموزش‌های ارباب به زیردستان، در تربیت آنها بسیار مؤثراست؛ از این رو، کنیزانی که در خانه معصومین (علیهم‌السّلام) بودند و با ایشان سروکار داشتند، اخلاق و رفتار آنان را آموخته بودند. قنبر این افتخار را داشت که پیوسته همراه مولی بود و مطالب فراوانی از حضرت آموخت. او در کلاس مکتب مولایش علی (علیه‌السّلام) زانو زد و درس‌های عملی و نظری زیادی را یاد گرفت.
روزی قنبر به همراه امام علی (علیه‌السّلام) وارد مسجد کوفه شد. در این هنگام مردی مشغول نماز بوده بسیار نیکو نماز می‌خواند. قنبر به مولی گفت: من مردی را ندیدم که از او زیباتر نماز بخواند!! حضرت فرمود: قنبر! عبادت با ولایت ما ارزش دارد اگر کسی هزار سال عبادت داشته باشد اما از نعمت ولایت ما بی‌بهره باشد عبادت او دارای ذره‌ای ارزش نیست...» [۲۳] علی (علیه‌السّلام) با این عبارت درس بزرگی به او آموخت. یعنی‌ ای قنبر! ارزش اعمال به بصیرت است. بصیرت یعنی حق شناسی، بصیرت یعنی پیروی از مکتب اهل بیت (علیهم‌السّلام) و پذیرفتن ولایت آنها.
چه بسیار علی (علیه‌السّلام) به قنبر می‌فرمود:
«یا قَنْبَرُ اَبْشِرْ وَ بَشِّرْ وَاسْتَبْشِرْ فَلَقَدْ مَاتَ رَسُولُ اللَّهِ (ص) وَ هُوَ عَلَی اُمَّتِهِ سَاخِطٌ اِلَّا الشِّیعَةَ اَلَا وَاِنَّ لِکُلِّ شَی‌ءٍ عُرْوَةً وَ عُرْوَةُ الْاِسْلَامِ الشِّیعَةُ اَلَا وَ اِنَّ لِکُلِّ شَی‌ءٍ دِعَامَةً وَ دِعَامَةُ الْاِسْلَامِ الشِّیعَةُ اَلَا وَ اِنَّ لِکُلِّ شَی‌ءٍ شَرَفاً وَ شَرَفُ الْاِسْلَامِ الشِّیعَةُ اَلَا وَ اِنَّ لِکُلِّ شَی‌ءٍ سَیداً وَ سَیدُ الْمَجَالِسِ مَجَالِسُ الشِّیعَةِ اَلَا وَ اِنَّ لِکُلِّ شَی‌ءٍ اِمَاماً وَ اِمَامُ الْاَرْضِ اَرْضٌ یسْکُنُهَا الشِّیعَةُ وَ اللَّه ِلَولَا مَا فِی الْاَرْضِ مِنْکُمْ لَمَا اَنْعَمَ اللَّهُ عَلَی اَهْلِ خِلَافِکُمْ وَلَا اَصَابُوا الطَّیبَاتِ مَا لَهُمْ فِی الدُّنْیا...؛ [۲۴][۲۵]
مژده باد تو را و تو نیز به دیگران مژده بده و یقین داشته باش، که به خدا قسم پیامبرخدا (صلی‌الله‌علیه‌و‌آله‌وسلّم) در حالی از دنیا رفت، که جز شیعیان بر همه مردم خشمگین بود، و آگاه باشید که هرچیزی ستون و تکیه‌گاهی دارد و ستون اسلام، شیعه می‌باشد. آگاه باش برای هرچیزی کنگره‌ای است و کنگره اسلام شیعه است. و هرچیزی شرفی دارد و شرف دین شیعیان‌اند، آگاه باش برای هرچیز سید و سروری است و سید مجالس، مجالس شیعه است و هرچیزی امامی دارد و امام زمین، زمینی است که شیعیان در آنجا ساکن‌اند، سوگند به خدا اگر امثال شماها نبود، خداوند به مخالفان شما نعمت نمی‌داد ....»
عده‌ای برای دیدار با علی (علیه‌السّلام) به قنبر مراجعه کردند. قنبر آنها را راهنمایی کرد و پیش مولایش علی (علیه‌السّلام) برد. حضرت به قنبر فرمود: ببین اینان کیان‌اند؟
قنبر گفت: اینان شیعیان شما هستند. حضرت فرمود: چرا سیمای شیعه را در آنها نمی‌بینم؟ قنبر پرسید سیمای شیعه کدام است؟ فرمود: «شکمی خالی از گرسنگی (اهل روزه مستحبی بودن) لب‌های خشک، چشمانی گریان (از خوف خدا)»[۲۶] با این حکایت بار دیگر این درس دوباره برای قنبر تکرار شد که راه شیعه اثنی عشری راه حق است. او از مولی آموخت که شیعه بودن به شعار نیست بلکه باید عملکرد علی پسندانه باشد.
۱۳.۱ - اعتدال در عقیده و پرهیز از غلو
قنبر به مولایش علی (علیه‌السّلام) خبر داد ده نفر به خانه آمده‌اند و معتقدند شما خدای آنها هستی! حضرت فرمود: بگو بیایند! به حضور مولی شرفیاب شدند حضرت فرمود: حرفتان چیست؟ گفتند ما می‌گوییم که تو خدای مایی! تو ما را خلق کرده‌ای، روزی ما به دست توست. امیرمؤمنان علی (علیه‌السّلام) فرمود: دست از این حرف‌ها بردارید! من مخلوقی مثل شمایم آنها دست از حرفشان نکشیدند! حضرت مجدداً به آنها فرمود: وای بر شما خدای من و شما الله است توبه کنید و از انحرافتان بازگردید.
گفتند ما از عقیده‌مان عدول نمی‌کنیم تو خدای ما هستی و ما همگی مخلوق توایم، تو هستی که روزی‌مان می‌دهی!! حضرت به کارگران دستور داد گودالی بزرگ کندند آنگاه دستور داد آتش و هیزم در آن گودال بریزند آتش برافروخته شد. آنگاه فرمود: توبه کنید! گفتند ما از عقیده‌مان برنمی‌گردیم مولی علی (علیه‌السّلام) هم آنها را در آتش افکنده سوزاند!! در حالی که این بیت را زمزمه می‌کرد:
«انی اذا بصرت شییا منکرا اوقدت ناری و دعوت قنبرا؛ هر گاه امر ناروایی ببینم، آتش می‌افروزم و قنبر را برای اجرای حکم خدا فرا می‌خوانم.»[۲۷] این یعنی آموزش اعتدال در عقیده.
۱۳.۲ - انقاق به فقراء
امام علی (علیه‌السّلام) در بین راه متوجه زن فقیری شد که بچه‌های او از گرسنگی گریه می‌کردند و او آن‌ها را به وسائلی مشغول می‌کرد و از گریه باز می‌داشت. برای آسوده کردن آن‌ها دیگی که جز آب چیز دیگری نداشت بر پایه گذاشته بود و در زیر آن آتش می‌افروخت تا آن‌ها خیال کنند برایشان غذا تهیه می‌کند. به این وسیله آن‌ها را خوابانید. علی (علیه‌السّلام) پس از مشاهده این جریان با شتاب به همراه قنبر به منزل رفت. ظرف خرمائی با انبانی آرد و مقداری روغن و برنج بر شانه خویش گرفت و بازگشت. قنبر تقاضا کرد اجازه دهند او بردارد؛ ولی حضرت راضی نشدند. وقتی که به خانه آن زن رسید اجازه ورود خواست و داخل شد، مقداری از برنج‌ها را با روغن در دیگ ریخت و غذای مطبوعی تهیه کرد؛ آن‌گاه بچه‌ها را بیدار نمود و با دست خود از آن غذا به آنها داد تا سیر شدند. علی (علیه‌السّلام) برای سرگرمی آن‌ها دو دست و زانوان خود را بر زمین گذاشت و صدای مخصوص گوسفندان را تقلید نمود! بچه‌ها نیز یاد گرفتند و از پی آن جناب همین کار را کرده و می‌خندیدند؛ مدتی آن‌ها را سرگرم داشت تا ناراحتی قبلی را فراموش کردند و بعد خارج شد. قنبر گفت: ‌ای مولای من! امروز دو چیز مشاهده کردم که علت یکی را می‌دانم، سبب دومی بر من آشکار نیست. این که توشه بچه‌های یتیم را خودتان حمل کردید و اجازه ندادید من شرکت کنم از جهت نیل به ثواب و پاداش بود و اما تقلید از گوسفندان را ندانستم برای چه کردید؟ فرمود: وقتی که وارد بر این بچه‌های یتیم شدم، از گرسنگی گریه می‌کردند. خواستم وقتی خارج می‌شوم هم سیر شده باشند و هم بخندند.[۲۸]
۱۳.۳ - حساسیت بیت‌المال
امیرالمؤمنین (علیه‌السّلام) حاضر نبود از بیت‌المال برای خود چیزی زیاده بردارد، حتی در بیت‌المال چیزی نگه نمی‌داشت. هر روز جمعه هر چه در بیت‌المال بود، میان مردم تقسیم می‌کرد، بعد زمین بیت‌المال را جارو می‌کرد و بر جای آن نماز می‌خواند و پس از نماز می‌گفت: روز رستاخیز گواه من باشید. و بنابر نقلی دیگر بر زمین‌اش آب می‌پاشید و آنجا استراحت می‌کرد.
می‌گویند وقتی به بیت‌المال می‌آمد و در آنجا پاره‌های زر و سیم را می‌دید زیر لب زمزمه می‌کرد: ای زردها و سپیدها، دیگری را فریب دهید. خداوند بر من احسان می‌کند و از فتنه شما مرا نگه می‌دارد.[۲۹][۳۰]
ابوعمرو زاذان فارسی می‌گوید: من با قنبر نزد امیرالمؤمنین علی (علیه‌السّلام) رفتیم. قنبر گفت: یا امیرالمؤمنین برای تو ذخیره‌ای نگه داشته‌ام. علی (علیه‌السّلام) فرمود: آن چیست؟ قنبر پاسخ داد برویم به خانه، چون وارد خانه شدند، در آنجا کیسه بزرگی پر از سیم و زر بود. قنبر رو به علی (علیه‌السّلام) کرد و گفت: ‌ای امیرالمؤمنین تو هر چه از اموال و غنایم بود، همه را قسمت کردی. من این را برای تو ذخیره کردم. علی (علیه‌السّلام) رو به قنبر کرد و گفت: آیا می‌خواهی که آتش فراوانی به خانه من داخل کنی. سپس شمشیر خود را کشید و به جام‌های سیم و زر نواخت و شعری خواند که مفادش این بود که، هیچ‌گاه از آنچه در نزد او فراهم شده است، خوب آن را برای خود برنگزیده، بلکه همه را به حق‌داران و مستحقان بخشیده است. سپس رو به زر و سیم انباشته کرد و گفت: ‌ای سیم سپید فام غیر مرا فریب ده! ‌ای زر زرد‌گونه غیر مرا فریب ده.[۳۱]
۱۳.۴ - رعایت شان افراد
علی (علیه‌السّلام) در عین متواضع بودن، به حفظ منزلت افراد توجّه زیادی داشتند. از امام حسن عسکری (علیه‌السّلام) نقل شده است: روزی پدر و پسری مهمان ایشان بودند. امام (علیه‌السّلام) آنها را در بهترین جای خانه خود پذیرایی کردند و خودشان در نزدیک درِ اتاق روبروی مهمانان نشستند. پس از صرف غذا قنبر آب آورد تا مهمان‌ها دست‌های خود را با آن بشویند؛ علی (علیه‌السّلام) آب را از قنبر گرفتند تا خودشان بر دستان آن دو آب بریزند. آن مرد وقتی این صحنه را دید بسیار شرمنده شد و از آن حضرت خواست که آب را خود بریزد ولی امام (علیه‌السّلام) راضی نشدند. وی به امام گفت: «ای امیرالمؤمنین، خدا مرا می‌بیند و شما بر دستان من آب می‌ریزید؟!
حضرت فرمود: «بنشین و دستانت را بشوی، زیرا خداوند عزّوجلّ تو را می‌بیند در حالی که برادری که هیچ امتیاز و فضیلتی بر تو ندارد به تو خدمت می‌کند و خداوند به واسطه این خدمت؛ خادمان او را در بهشت مساوی با ده برابر عدد مردم دنیا و بر همان حساب در نفرات مناطق و ممالکی که در آنجا استقرار دهد.
پس آن مرد نشست. حضرت به او فرمود: «تو را قسم به حقّ بزرگ من که نیک آن را می‌شناسی و بدان احترام می‌گذاری؛ و سوگند به تواضعت برای خدا که به همان سبب شما دو تن را جزا داد و مرا بدان ستود، تو را بدان خدمتی که برایت نمودم شرافت بخشید، از تو می‌خواهم دستان خود را با آرامش بشویی؛ همان‌گونه که انگار قنبر بر دستان تو آب می‌ریزد! آن مرد نیز همان کار را انجام داد.
امام (علیه‌السّلام) سپس ظرف آب را به پسرش محمد بن حنفیه دادند و فرمودند: ‌ای فرزندم، اگر فرزند این مرد به تنهائی نزد من آمده بود باز هم خودم بر روی دستانش آب می‌ریختم، ولی خداوند امتناع دارد از این‌که میان پسر و پدر (وقتی هر دو در یک مجلس حضور دارند) مساوی رفتار شود (دوست ندارد که بین آنها هیچ فرقی گذاشته نشود، باید شان پدر حفظ شود) بلکه پدر بر روی دستان پدر آب می‌ریزد و پسر بر پسر، پس محمّد ابن حنفیه بر دستان پسر آب ریخت.» [۳۲]
۱۳.۵ - حفظ آبروی اشخاص
روزی فرد نیازمندی به امام (علیه‌السّلام) مراجعه کرد و اظهار نیاز نمود. چون عده‌ای دیگر نیز در آنجا بودند حضرت برای حفظ آبروی او فرمودند: «حاجت خود را بنویس.» و به این طریق امام (رحمة‌الله‌علیه) نگذاشتند دیگران متوجه درخواست او شوند و در نتیجه آن فرد شرمنده شود. آن‌گاه به قنبر فرمودند خواسته او را برآورد و به سبب شایستگی او، بیش از آنچه می‌خواست به او کمک کردند. یکی از حاضران گفت: یا امیرالمؤمنین براستی که او را بی‌نیاز کردی حضرت فرمودند: هرکسی را به‌اندازه منزلتش احترام کنید، چون دیدم این مرد، فرد شایسته‌ای است بیش از آنچه نیاز داشت کمکش کردم.
مردی نزد علی (علیه‌السّلام) آمد و عرض کرد: «من حاجتی دارم.» امام فرمود: «حاجتت را روی زمین بنویس؛ زیرا که من گرفتاری تو را آشکارا در چهره‌ات می‌بینم.» مرد روی زمین نوشت: «من فقیری نیازمندم.» امام به قنبر فرمود: «با دو جامه ارزشمند او را بپوشان.» مرد فقیر هم، با ابیات زیر از امیرالمؤمنین (علیه‌السّلام) تشکر کرد.
کَسَوْتَنِی حُلَّةً تَبْلَی مَحَاسِنُهَا فَسَوْفَ اَکْسُوکَ مِنْ حُسْنِ الثَّنَا حُلَلًا
اِنْ نِلْتَ حُسْنَ ثَنَائِی نِلْتَ مَکْرُمَةً وَ لَسْتَ تبقی(تَبْغِی) بِمَا قَدْ نِلْتَهُ بَدَلًا
اِنَّ الثَّنَاءَ لَیحْیی ذِکْرَ صَاحِبِهِ کَالْغَیثِ یحْیی نَدَاهُ السَّهْلَ وَ الْجَبَلَا
لَا تَزْهَدِ الدَّهْرَ فِی عُرْفٍ بَدَاْتَ بِهِ فَکُلُّ عَبْدٍ سَیجْزِی بِالَّذِی فَعَلا
گرم تو جامه زنخ داده‌ای که کهنه شود بپوشمت ز ستایش هزارها جامه‌
ستایشم ز برای تو حرمتی باشد که جای آن نپذیری هزار پیژامه‌
شود ز مدح و ثنا زنده نام صاحب آن چنو که زنده شود کوه و دشت از باران‌
به عمر خویش ز احسان بکس کناره مکن که بنده راست جزا طبق آنچه کرده عیان
حضرت فرمود: «یکصد دینار نیز به او بدهید! » بعضی گفتند: «یا امیرالمؤمنین او را ثروتمند کردی! علی (علیه‌السّلام) فرمود: «من از پیامبر خدا (صلی‌الله‌علیه‌و‌آله‌وسلّم) شنیدم که فرمود: «انْزِلِ النَّاسَ مَنَازِلَهُم...؛ مردم را در جایگاه خود قرار دهید و به شخصیت آنان احترام بگذارید.» آن‌گاه فرمود: «اِنِّی لَاَعْجَبُ مِنْ اَقْوَام ٍیشْتَرُونَ الْمَمَالِیکَ بِاَمْوَالِهِمْ وَ لَایشْتَرُونَ الْاَحْرَارَ بِمَعْرُوفِهِم؛ من از بعضی مردم در شگفتم. آنان بردگان را با پول می‌خرند، ولی آزادگان را با نیکی‌های خود نمی‌خرند.» [۳۳][۳۴]
۱۳.۶ - سختگیری در اجرای دین و قانون
امیرالمومنین علی (علیه‌السّلام) در کار دین، سخت‌گیر و بی‌اغماض بود. همین عامل او را برای بعضی از اهل زمانه تحمل ناپذیر کرده بود.
قنبر چون پیوسته ملازم مولی بوده داستان‌های فراوانی از قضاوت‌های مولی دارد. وی در بین افتخارات خویش از این افتخار برخوردار است که با اینکه در جریانی مرتکب تخلفی شد و از ناحیه مولی مجازات گردید، اما تنبه او سر سوزنی از محبت او نسبت به مولایش علی نکاست:
امام باقر (علیه‌السّلام) فرمود: امیرالمومنین (علیه‌السّلام) به قنبر دستور داد حدی را بر مرد مجرمی جاری نماید. قنبر در هنگام اجرای حد (که شلاق بود) به خطا و اشتباه سه ضربه بیشتر از حد مقرر، به آن مرد گناهکار زد، حضرت از اشتباهی که قنبر مرتکب شده بود برآشفت و با سه ضربه شلاق او را قصاص کرد و بدین‌گونه وی و امثال وی را از تعدی به حقوق دیگران بر حذر داشت.[۳۵][۳۶]
۱۴ - قنبر در زمان امام حسن
[ویرایش]
وی پس از شهادت امیرالمومنین (علیه‌السّلام) ملازم رکاب امام حسن مجتبی (علیه‌السّلام) شد که در حدود ۱۰سال به طول انجامید.
او از نزدیکان و مقربان امام حسن مجتبی (علیه‌السّلام) بود. وی از جمله کسانی بود که در لحظه شهادت امام مجتبی (علیه‌السّلام) در آنجا حضور داشت بر وصیت‌های ایشان بر برادرش محمد بن حنفیه ناظر و شاهد بود.
مفضل بن عمر از امام صادق (علیه‌السّلام) روایت می‌کند که فرمود: هنگامی که حضرت امام حسن را مرگ نزدیک شد به قنبر فرمود: ببین پشت در غیر از آل محمد مؤمنی دیگر هست، قنبر گفت: خدا و رسول و فرزند رسول به این موضوع داناتر هستند، فرمود: اکنون بروید و محمد بن علی را نزد من حاضر کنید، قنبر گوید:
من رفتم و سفارش را به محمد گفتم، وی اظهار داشت مگر خبر تازه‌ای پیش آمده؟! قنبر گوید: گفتم هرچه زودتر در نزد ابومحمد حاضر گردید، وی باعجله هرچه بیشتری خود را خدمت حضرت امام حسن (علیه‌السّلام) رسانید، و پس از سلام در مقابل آن جناب ایستاد، حضرت فرمود: اکنون بنشین، سزاوار نیست امثال شما در هنگام استماع کلماتی که مردگان به‌وسیله آن زنده می‌شوند، و زندگان از شنیدن آن می‌میرند، غائب باشید.
سپس امام حسن مجتبی (علیه‌السّلام) به محمد بن حنفیه فرمودند: «اگر بخواهم از حال تو اطلاع دهم در وقتی که در پشت پدرت نطفه بودی اطلاع می‌دهم. ‌ای محمّد! آیا نمی‌دانی که حسین بن علی پس از وفات من امام است و در نزد خداوند وارث ‌پیغمبر است و این ارث را از پدر و مادرش اخذ کرده است.
خداوند دانا است که شما بهترین مردم هستید و از میان شما محمد (صلی‌الله‌علیه‌و‌آله‌وسلّم) را به رسالت برگزید، و محمد هم علی را اختیار کرد و علی هم مرا برای امامت برگزید و من هم حسین را برای شما اختیار کردم.
محمّد بن علی گفت: تو امام و پیشوا و سید من هستی، من در عقیده خود ثابت و پابرجا هستم و هیچ‌وقت گرفتار وساوس شیطان نیستم، ایمان من چنان محکم و استوار است که بادهای سخت او را از بین نمی‌برد و مانند نقوش بر صفحه کاغذ ترسیم شده است. حسین (علیه‌السّلام) داناترین ما است از جهت علم و دانش، و سنگین‌ترین ما است از نظر حلم و بردباری، و از همه ما به حضرت رسول (صلی‌الله‌علیه‌و‌آله‌وسلّم) نزدیکتر است، وی امام و پیشوای ما بود قبل از این که آفریده شود، و ناطق وحی بود پیش از این که به سخن‌گفتن آید و اگر خداوند می‌دانست کسی از غیر ما داناتر هست محمّد (صلی‌الله‌علیه‌و‌آله‌وسلّم) را به رسالت اختیار نمی‌کرد، محمّد (صلی‌الله‌علیه‌و‌آله‌وسلّم) علی را اختیار نمود و علی شما را برگزید و تو هم حسین را انتخاب کردی ما به این انتخاب رضایت داریم و تسلیم گفته شما هستیم.» [۳۷]
۱۵ - قنبر در زمان امام حسین
[ویرایش]
پس از شهادت امام حسن (علیه‌السّلام) قنبر توفیق درک امامت سیدالشهدا (علیه‌السّلام) را دریافت اما وی نیز توفیق یاری امام حسین (علیه‌السّلام) در عاشورا را از دست داد.
درباره این که چرا قنبر با این همه سوابق در کربلا حضور نداشته، متاسفانه هیچ سند تاریخی وجود ندارد. چون بسیاری از موارد در تاریخ ذکر نشده است و چه بسا به دست ما نرسیده است لذا نکات مبهم و تاریک در تاریخ بسیار زیاد است و مساله حضور افرادی چون قنبر و دیگران در جریان عاشورا و نهضت امام حسین (علیه‌السّلام) یکی از آن موارد است. اما با این حال برخی درباره عدم حضور قنبر در نهضت کربلا احتمالاتی را بیان کرده‌اند من جمله این که با ظهور ابن زیاد شیعیان مخفیانه و پراکنده زندگی می‌کردند و قنبر در آن زمان در زندان‌های بنی‌امیه اسیر بود و بعد از شهادت امام حسین (علیه‌السّلام) و یاران باوفایش از زندان آزاد شد.
لذا عملاً امکان حضور وی در کربلا منتفی بود. البته همانطور که ذکر شد در منابع تاریخی چنین مطلبی نیامده است.
قنبر پس از آزادی از زندان بنی‌امیه، در زمره یاران حضرت زین‌العابدین (علیه‌السّلام) درآمد اما به علت شرایط سیاسی و خفقان آن دوران موفق به خدمتگزاری نزدیک به امام چهارم نشد و در زمان حجاج به فیض شهادت نایل آمد.
۱۶ - در خدمت امام حسین
[ویرایش]
قنبر بعد از شهادت مولایش علی (علیه‌السّلام) در خدمت اهل بیت و خاندان آن حضرت بود و بر معرفت خود می‌افزود و از مکتب آنها علوم و معارف ناب را می‌آموخت.
در زمان امام حسین (علیه‌السّلام) روزی عربی بادیه‌نشین به مدینه آمد و پرسید کریم‌ترین مردم کیست؟ گفتند: حسین بن علی (علیه‌السّلام). آن مرد به جستجو پرداخت تا امام حسین (علیه‌السّلام) را در مسجد و در حال نماز پیدا کرد. ایستاد و شعری در مدح و سخاوت حضرت خواند، همین که آن حضرت از نماز فارغ شد، قنبر را صدا کرد و فرمود: آیا از مال حجاز چیزی باقی است؟ قنبر گفت: بله ۴۰۰۰ دینار (طلا) مانده است. حضرت فرمود: آنها را بیاور برای کسی که در مصرف آن سزاوارتر است!
علامه سیدرضا هندی، اشعاری در مدح علی بن ابیطالب (علیه‌السّلام) سروده که در مضمون یک بیت آن چنین اشاره به قنبر می‌کند:
«ای علی (علیه‌السّلام) ! چگونه تو را با دشمنانت برابر داشتند؟ مگرآنان را با کفش «قنبر» هم مقایسه کرد؟»
۱۷ - شهادت قنبر
[ویرایش]
این غلام وفادار علی (علیه‌السّلام) تا زمان حجاج بن یوسف ثقفی حاکم و استاندار خبیث و جانی بنی‌امیه زنده بود. صاحب کتاب الارشاد می‌نویسد: به نقل‌های مختلف تاریخی روایت شده که روزی حجاج بن یوسف گفت: دوست دارم یکی از یاران ابوتراب (علی بن ابیطالب (علیه‌السّلام)) را دستگیر کرده و به قتل رسانم و با ریختن خونش به خداوند تقرب پیدا کنم. به او گفته شد: ما کسی را نمی‌شناسیم که از قنبر، غلامش، مصاحبت بیشتری با ابوتراب داشته باشد.
بدین ترتیب، حَجاج فردی را در پی او فرستاد و او را آوردند. به او گفت: تو قنبری؟ گفت: آری. گفت: ابوهمدان، ازقبیله همدانی؟ (همدان از قبایل مشهور یمن بود.)
گفت: آری. گفت: علی بن ابیطالب، مولای توست؟ گفت: مولای من، خداوند است و امیرمؤمنان، علی، ولی‌نعمت من است. حجاج به قنبر گفت: از دین او بیزاری بجوی.
گفت: چون از دین او بیزاری جُستم، مرا به دینی بهتر از آن، راهنمایی می‌کنی؟ حجاج گفت: من تو را خواهم کشت، دوست‌داری چگونه تو را بکشم. قنبرگفت: خود دانی!
حجاجّ پرسید: چرا؟ قنبرگفت: هرگونه که مرا بکشی همان‌گونه تو را نیز خواهم کشت (و در قیامت قصاص خواهم کرد) امیرمؤمنان به من خبر داد که تو را ظالمانه سر می‌برند. حجاج دستور داد تا گردن او را زدند.[۳۸]
روایتی نیز از امام دهم شیعیان، حضرت‌ هادی (علیه‌السّلام) است که فرمود: «قنبر، غلام امیرمؤمنان، بر حَجّاج بن یوسف در آمد. (حجّاج) به او گفت: توچه کاری برای علی بن ابیطالب می‌کردی؟ گفت: برایش آب وضو می‌آوردم. گفت: او هنگامی که وضویش را به پایان می‌برد، چه می‌گفت؟
گفت: مولایم علی (علیه‌السّلام) این آیه رامی خواند: «فَلَمّا نَسُوا ما ذُکِرُّوا بِهِ فَتَحْنا عَلَیهِمْ اَبْوابَ کُلِّ شَی، حَتی اِذا فَرِحُوا بِما اُوتُوا اَخَذْناهُمْ بَغْتَةً فَاِذاهُمْ مُبْلِسُونَ فَقُطِعَ دَابِرُ الْقَوْمِ الَّذِین َظَلَمُواْ وَ الْحَمْدُلِلَّهِ رَبِ ّالْعَالَمِینَ؛ [۳۹] پس چون پندهایی را که به آنها داده شده بود، فراموش کردند، درهای هر چیزی (از نعمت‌ها) را بر آنان گشودیم تا هنگامی که به آنچه به آنها داده شده بود، شاد گشتند. پس ناگهان (گریبان) آنها را گرفتیم و یک‌باره ناامید شدند. پس سپاس، خدای پروردگار جهانیان را که ریشه ستمکارانْ برکنده شد».
حَجّاج گفت: گمان دارم که آن را به ما تاویل می‌کرد (و ما را مصداق خارجی آن می‌دانست). گفت: آری گفت: چون گردن تو را بزنم، چه می‌کنی؟ گفت: آنگاه، من خوشبخت می‌شوم و تو بدبخت می‌گردی. پس فرمان داد گردنش را بزنند.[۴۰][۴۱][۴۲]
۱۸ - مقام والای قنبر
[ویرایش]
متوکل یکی از جنایت‌کارترین خلفای عباسی بود. او در دشمنی با امیرمؤمنان (علیه‌السّلام) و خاندان و شیعیان او دلی پر از کینه داشت و دوران حکومت او برای شیعیان و علویان یکی از سیاه‌ترین دوران‌ها به‌شمار می‌رود. در حکومت او گروهی از علویان زندانی یا تحت تعقیب و متواری شدند. او در سال ۲۳۶ قمری دستور داد آرامگاه سرور شهیدان حضرت اباعبدالله الحسین (علیه‌السّلام) و بناهای اطراف آن ویران و زمین پیرامون آن کشت شود و نیز در اطراف آن پاسگاه‌هایی برقرار ساخت تا از زیارت آن حضرت جلوگیری کند. متوکل اعلام کرد: رفتن به زیارت حسین بن علی ممنوع است و اگر کسی به زیارت او برود، مجازات خواهد شد.
او در زمان خلافت خود بزرگانی از مردم مسلمان و معتقد به اهل‌بیت را به شهادت رسانید که از جمله آنان «ابن سکّیت»، یار با وفای امام جواد و امام‌ هادی و شاعر و ادیب نام آور شیعی، بود که متوکل به جرم دوستی علی (علیه‌السّلام) او را به قتل رسانید.
دو فرزند متوکل خلیفه عباسی در نزد ابن سکیت درس می‌خواندند. متوکل از طریق فرزندان خود کم کم، متوجه شد که ابن سکیت از هواخواهان علی (علیه‌السّلام) و آل علی (علیه‌السّلام) است. متوکل که از دشمنان سرسخت آل علی (علیه‌السّلام) بود روزی ابن سکیت را به حضور خود خواست و با اشاره به دو فرزند خود، از وی پرسید: این دو فرزند من نزد تو محبوب ترند یا «حسن» و «حسین»؟
ابن سکّیت از این سخن و مقایسه بی مورد سخت برآشفت و خونش به جوش آمد بی‌درنگ و بدون ترس و ملاحظه گفت: فرزندان تو نسبت به امام حسن (علیه‌السّلام) و امام حسین (علیه‌السّلام) که دو نو گل باغ بهشت و دو سید جنت ابدی الهی‌اند قابل قیاس و نسبت نیستند فرزندان تو کجا و آن دو نور چشم دیده مصطفی کجا؟ آنها را با قنبر غلام حضرت (علیه‌السّلام) هم نمی‌توان سنجید. به خدا سوگند «قنبر» غلام علی (علیه‌السّلام) در نظر من از تو و دو فرزندت بهتر است!»
متوکل از این پاسخ گستاخانه سخت برآشفت. در همان دم دستور داد زبان ابن سکیت را از پشت سر در آوردند و بدین صورت آن شیعه خالص و یار راستین امام دهم (علیه‌السّلام) را شهید کرد.
۱۹ - حکایت مرد مار گزیده و کتک خوردن قنبر
[ویرایش]
قنبر در میان یاران امیرالمومنین (علیه‌السّلام) از حرمت و منزلتی به‌سزا برخوردار بود و همواره مورد عزت و احترام مردم بود.
نقل است روزی یکی از یاران حضرت علی (علیه‌السّلام) با یکی از دشمنان آن حضرت در کنار هم نشسته بودند که ناگهان قنبر از دور پیدا شد، آن شخص شیعه با مشاهده قنبر قیام کرد و به احترام او سر پا ایستاد.
آن مرد بدخواه گفت: مگر قنبر کیست که تو این‌گونه او را احترام کردی؟ گفت: آیا به کسی که ملائکه بال خود را زیر پای او می‌گسترانند، احترام نگذارم. شخص مخالف از روی عصبانیت قنبر را فراخواند و با ذکر بهانه‌ای، به وی دشنام داد و چند ضربه‌ای به او زد. خبر این ماجرا به امیرالمومنین (علیه‌السّلام) رسید. از قضا ماری آن شخص را که به قنبر احترام کرده بود، گزید. حضرت علی (علیه‌السّلام) جهت عیادت وی به منزلش رفت و دید که آن مرد از شدت درد می‌نالد و به خود می‌پیچد. حضرت با مشاهده حال او فرمود: آیا می‌دانی تو خود باعث این مصیبت شده‌ای.
عرض کرد: برای چه؟
حضرت فرمود: تو خوب می‌دانستی فلانی دشمن و مخالف ماست، با این حال پیش او به قنبر احترام زیاد گذاشتی که حساسیت و حسادت او را برانگیختی و او را ناخودآگاه تحریک نمودی که به قنبر اهانت کند و او را اذیت نماید و به این ترتیب تو موجب آزار قنبر شدی و خداوند هم با این مار تو را کیفر نمود؛ بنابراین اگر می‌خواهی خداوند تو را عافیت و سلامت عطا کند، عهد کن دیگر در برابر دشمنان‌مان با ما و دوستان ما به‌گونه‌ای رفتار نکنی که بیم گزندی بر ما باشد.[۴۳][۴۴]
۲۰ - مزار منسوب
[ویرایش]
زیارتگاه قنبر، در بازار یا محله قنبر علی، در منطقه رصافه (در بخش شرقی بغداد)، قرار دارد. درباره این زیارتگاه و شخصیت مدفون در آن، اختلاف‌نظر وجود دارد. براساس باور متعارف و قول مشهور، این زیارتگاه، قبر غلام امام علی‌ هادی (علیه‌السّلام)، به نام قنبر است، [۴۵] در حالی‌که در منابع تراجم و رجال، برای آن حضرت، غلامی بدین نام یاد نشده است، اما نامگذاری زیارتگاه، به وضوح نشان‌دهنده انتساب آن به قنبر، غلام امام علی (علیه‌السّلام) است.
۲۰.۱ - دیدگاه هروی
گفتنی است، علی بن ابی‌بکر هروی، به وجود قبری منسوب به قنبر در شهر حمص، اشاره کرده است‌[۴۶] که البته امروزه، به احتمال زیاد، اثری از آن باقی نمانده است، اما به هر حال، انتساب آن به قنبر، پذیرفتنی نیست، زیرا حجاج بن یوسف، او را در عراق به شهادت رساند و حتی برخی، مدفن او را شهر واسط، تعیین کرده‌اند.[۴۷][۴۸][۴۹]
۲۰.۲ - دیدگاه مصطفی جواد
مرحوم مصطفی جواد، انتساب زیارگاه قنبر علی در بغداد را به وی، رد کرده است، زیرا قنبر، سال‌ها پیش از ساخته شدن شهر بغداد، به شهادت رسیده است‌[۵۰] و از نظر تاریخی، امکان دفن وی در این نقطه وجود ندارد.
۲۰.۳ - دیدگاه سهروردی
به عقیده شیخ محمد صالح سهروردی، قنبر علی، صورت تحریف یافته نام ابوطالب نصر، ملقب به قنبر، فرزند علی ناقد (از رجال نیمه دوم سده ششم) است؛ بدین ترتیب که نام این شخصیت، یعنی قنبر بن علی، به مرور زمان، به عبارت قنبر علی تحریف شده است.[۵۱] (یونس السامرائی نیز در کتاب خود این نظریه را پذیرفته و تکرار کرده است. [۵۲]) او حاجب مستضی‌ء بامرالله عباسی بود که به ابن‌ناقد نیز شناخته می‌شد.
مردم در کودکی، نام قنبر را بر وی گذاشته بودند و او را به این اسم، صدا می‌زدند. خلیفه عباسی در سال ۵۷۱ ه. ق، او را به عنوان حاجب خود، تعیین کرد، اما به علت اینکه مردم او را مسخره می‌کردند، ناچار او را عزل نمود و شخصی به نام ابن‌معوّج را به‌جای وی، تعیین کرد.[۵۳] پس از درگذشت، او را در قبرستان «باب ابرز» بغداد، به خاک سپردند و برایش مقبره‌ای ساختند.[۵۴]
۲۰.۴ - دیدگاه عباده
برخلاف نظر محمد صالح سهروردی، عبدالحمید عباده معتقد است صاحب این قبر، علی بن احمد درینی بوده که او هم در قبرستان باب ابرز، دفن شده است. اما عماد عبدالسلام رؤوف، با بیان اینکه میان محله قنبر علی امروزی و محل قبرستان باب ابرز، مسافت درخور توجهی وجود داشته است، انتساب این زیارتگاه را به هر یک از این دو شخصیت، رد کرده است.[۵۵]
۲۰.۵ - دیدگاه غیاث بغدادی
نخستین کسی که به نام قنبر علی در بغداد اشاره کرده، غیاث بغدادی در کتاب خود به نام تاریخ غیاثی است، اما وی به‌طور واضح، از هویت این بنا (مقبره، مسجد یا تکیه)، سخن نگفته است، اما محمد صالح سهروردی، آن را منطبق بر مسجد غصن که آن را غصن، مادر مستکفی بالله خلیفه عباسی (حکومت: ۳۳۳- ۳۳۴ ه. ق) بنا کرد، دانسته است.[۵۶]
۲۱ - پانویس
[ویرایش]
۱.	↑ حجرات/سوره۴۹، آیه۱۳.    
۲.	↑ شیخ مفید، محمد بن محمد، الاختصاص، ص۷۳.    
۳.	↑ خویی، سیدابوالقاسم، معجم رجال الحدیث، ج۱۵، ص۸۹.    
۴.	↑ شیخ مفید، محمد بن محمد، ارشاد، ج۱، ص۳۲۸.    
۵.	↑ قمی، عباس، سفینة البحار، ج۷، ص۳۶۶-۳۶۷.    
۶.	↑ مجلسیّ محمدباقر، بحارالانوار، ج۴۲، ص۱۲۶.    
۷.	↑ شیخ مفید، محمد بن محمد، ارشاد، ص۳۲۸.    
۸.	↑ مجلسیّ محمدباقر، بحارالانوار، ج۴۲، ص۱۲۶.    
۹.	↑ قمی، عباس، سفینة البحار، ج۷، ص۳۶۶    .
۱۰.	↑ مجلسیّ محمدباقر، بحارالانوار، ج۴۲، ص۱۲۶.    
۱۱.	↑ ری شهری، محمد، موسوعة الامام علی بن ابیطالب، ج۷، ص۴۴۴.    
۱۲.	↑ مجلسیّ محمدباقر، بحارالانوار، ج۴۲، ص۱۲۲.    
۱۳.	↑ مطهری، مرتضی، داستان راستان، ج۱، ص۳۴-۳۵.    
۱۴.	↑ ابوالفرج اصفهانی، علی بن حسین، الاغانی، ج۱۷، ص۱۴۱.    
۱۵.	↑ ابن شهرآشوب، محمد بن علی، مناقب، ج۱، ص۳۷۳-۳۷۴.    
۱۶.	↑ مجلسیّ محمدباقر، بحارالانوار، ج۴۱، ص۵۶-۵۷.    
۱۷.	↑ مجلسیّ محمدباقر، بحارالانوار، ج۷۱، ص۴۲۴.    
۱۸.	↑ شیخ مفید، محمد بن محمد، امالی، ترجمه استاد ولی، ص۱۱۸.    
۱۹.	↑ ابن شهرآشوب، محمد بن علی، مناقب، ج۱، ص۳۶۶.    
۲۰.	↑ مجلسیّ محمدباقر، بحارالانوار، ج۴۰، ص۳۲۴.    
۲۱.	↑ دیلمی، حسن بن محمد، ارشاد القلوب، ترجمه سلگی، ج۱، ص۳۰۵.    
۲۲.	↑ ابن ابی الحدید، عبدالحمید، شرح نهج‌البلاغه، ج۶، ص۱۱۷.    
۲۳.	↑ مجلسیّ محمدباقر، بحارالانوار، ج۵۴، ص۳۹۰.    
۲۴.	↑ صدوق، محمد بن علی، امالی، ص۷۲۶.    
۲۵.	↑ دیلمی، حسن بن محمد، ارشاد القلوب، ترجمه سلگی، ج‌۱، ص۲۰۱.    
۲۶.	↑ مجلسیّ محمدباقر، بحارالانوار، ج۲۷، ص۱۴۴.    
۲۷.	↑ مجلسیّ محمدباقر، بحارالانوار، ج۲۵، ص۲۹۹-۳۰۰.    
۲۸.	↑ کوکب درّی، ج۲، ص۱۳۲.
۲۹.	↑ ابن عبد ربه، احمد بن محمد، العقد الفرید، ج۲، ص۲۷۹.
۳۰.	↑ ثقفی، ابراهیم بن محمد، الغارات، ج۱، ص۴۶-۴۷.    
۳۱.	↑ ثقفی، ابراهیم بن محمد، الغارات، ج۱، ص۵۵-۵۷.    
۳۲.	↑ طبرسی، احمد بن علی، احتجاج، ترجمه جعفری، ج۲، ص۲۶۷-۲۶۸.    
۳۳.	↑ مجلسیّ محمدباقر، بحارالانوار، ج۴۱، ص۳۴-۳۵.    
۳۴.	↑ صدوق، محمد بن علی، امالی، ص۳۴۸.    
۳۵.	↑ قمی، عباس، سفینة البحار، ج۶، ص۱۷۶.    
۳۶.	↑ کلینی، محمد بن یعقوب، کافی، ج۷، ص۲۶۰.    
۳۷.	↑ عطاردی، عزیزالله، زندگانی چهارده معصوم، ص۳۰۹.
۳۸.	↑ اربلی، علی بن عیسی، کشف الغمة، ج۱، ص۲۷۵.    
۳۹.	↑ انعام/سوره۶، آیه۴۴ – ۴۵.    
۴۰.	↑ کشی، محمد بن عمر، رجال الکشّی، ج۱، ص۷۵.    
۴۱.	↑ عیاشی، محمد بن مسعود، تفسیر، ج۱، ص۳۵۹.    
۴۲.	↑ شیخ مفید، محمد بن محمد، ارشاد، ج۱، ص۳۲۸.    
۴۳.	↑ نمازی شاهرودی، علی، مستدرک سفینة البحار، ج۸، ص۶۰۷.    
۴۴.	↑ مجلسیّ محمدباقر، بحارالانوار، ج۲۶، ص۲۳۸.    
۴۵.	↑ حرزالدین، محمد، مراقد المعارف، ج ۲، ص ۲۰۶.
۴۶.	↑ هروی، علی بن ابی‌بکر، الاشارات الی معرفة الزیارات، ص۱۹.    
۴۷.	↑ بندنيجى قادرى، صفاءالدين عيسى، جامع الانوار فی مناقب الاخیار، ص۵۹۰.
۴۸.	↑ عبدالحميد عباده، العقد اللامع بآثار بغداد والمساجد والجوامع، ص۲۱۶.
۴۹.	↑ حرزالدین، محمد، مراقد المعارف، ج۲، ص۲۰۲.
۵۰.	↑ مصطفى جواد و احمد سوسه، دلیل خارطة بغداد المفصل، ص۲۰۸.
۵۱.	↑ ر. ک: راوی، سیدمحمد سعید، خیرالزاد فی تاریخ مساجد وجوامع بغداد، ص۳۰۳.
۵۲.	↑ ر. ک: حرزالدین، محمد، مراقد بغداد، ص۴۶.
۵۳.	↑ ابن‌اثیر، علی بن محمد، الکامل فی التاریخ، ج۱۱، ص۴۳۳.    
۵۴.	↑ راوی، سیدمحمد سعید، خیرالزاد فی تاریخ مساجد و جوامع بغداد، ص۳۰۳.
۵۵.	↑ راوی، سیدمحمد سعید، خیرالزاد فی تاریخ مساجد و جوامع بغداد، ص۳۰۳.
۵۶.	↑ ر. ک: راوی، سیدمحمد سعید، خیرالزاد فی تاریخ مساجد و جوامع بغداد، ص۳۰۳
۲۲ - منبع
[ویرایش]
مرکز پژوهش‌های اسلامی صدا و سیما، برگرفته از مقاله، «زندگی نامه قنبر غلام وفادار امام علی(ع)»، تاریخ بازیابی ۱۳۹۶/۴/۱۳.   